# 北山崎村
北山崎村（きたやまさきむら）は、1955年（昭和30年）まで愛媛県伊予郡にあった村。松山平野の南西端付近にあたる地域。現在の伊予市の中央部やや南西寄りの地域。
北山崎の名は市立小学校の名として残っている。

## 沿革
- 1889年（明治22年）12月15日 - 町村制施行により伊予郡市場町、三島村、三秋村、中村、稲荷村、本郡村、森村、尾崎村が合併し、北山崎村が発足。
- 1955年（昭和30年）1月1日 - 伊予郡郡中町、南山崎村、南伊予村と合併し市制施行して伊予市となり自治体としては消滅。

## 地域
- 地名の由来

「山崎」の名は平安から室町時代にかけてあった山崎荘（やまざきのしょう）という荘園に由来する。
大字名にもある「稲荷」は当地の稲荷神社に由来し、弘仁15年に伊予国司越智為澄が山城国伏見稲荷から勧請したものと伝えられる（同神社伝）
- 昭和の合併前の8つの旧町村をそのまま大字として継承。

三島町・三秋（みあき）・市場（いちば）・稲荷（いなり）・本郡（ほんぐ）・森（もり）・尾崎（おさき）・中村（なかむら）

## 地理
東と南は四国山地の一部に、西は伊予灘に面している。
- 河川　森川　東に接する南山崎村から発し同村内にて支流を集めつつ、当村を西に流れ、やがて大字森にて伊予灘に注ぐ。

## 行政
発足時に役場は大字三島町に設置。

## 教育
- 明治23年　中村・三秋の小学校を統合して北山崎小学校が設置された。